# Bryophaenocladius nitidicollis
Bryophaenocladius nitidicollis är en tvåvingeart som först beskrevs av Maurice Emile Marie Goetghebuer 1913.  Bryophaenocladius nitidicollis ingår i släktet Bryophaenocladius och familjen fjädermyggor. Arten har ej påträffats i Sverige. Inga underarter finns listade i Catalogue of Life.